# فرودگاه دبلیو.آر. بایرون
فرودگاه دبلیو. آر. بایرون  (به انگلیسی: W R Byron Airport) (به زبان بومی: Gary Field) یک فرودگاه خصوصی است که یک باند فرود آسفالت دارد و طول باند آن ۸۰۵ متر است. این فرودگاه در کشور ایالات متحده آمریکا قرار دارد و در ارتفاع ۱۲۲ متری از سطح دریا واقع شده است.